# Литвинов Микола Юхимович
Мико́ла Юхи́мович Литви́нов (нар. 1917, Підгайці — пом. 30 серпня 1977, Кіровоград) — учасник Другої світової війни. Герой Радянського Союзу (1943).
3 1935 р. працював токарем на заводі «Червона 3ірка». У Червоній Армії з 1937 р. Під час радянсько-фінської війни удостоївся ордена Червоної 3ірки. Молодший лейтенант, командир взводу 45-міліметрових гармат. Відзначився при переправах через Сейм, Десну та Дніпро. Лише в одному бою, замінивши командира артдивізіону, знищив близько 150 гітлерівців, 3 дзоти, 14 кулеметів, 4 міномети, дві гармати противника.